# Елен Пеллетьє
Елен Пеллетьє (англ. Hélène Pelletier; нар. 2 січня 1959) — колишня канадська тенісистка.
Здобула 1 парний титул.
Найвищим досягненням на турнірах Великого шолома було 3 коло в парному розряді.

## WTA career титули

### Парний розряд (1)
| Дата        | Турнір            | Покриття | Партнерка         | Суперниці                 | Рахунок            |
| ----------- | ----------------- | -------- | ----------------- | ------------------------- | ------------------ |
| липень 1984 | Brasil Tennis Cup | Тверде   | Джилл Гетерінгтон | Penny Mager Кайл Коупленд | 6–3, 2–6, 7–6(9–7) |